# Огайо Эвиэйторс
Огайо Эвиэйторс (англ. Ohio Aviators) — американский профессиональный регбийный клуб из Колумбуса, штат Огайо, выступающий в ПРО Регби. Домашние матчи проводит на стадионе «Мемориал Парк», вмещающем около 3 тысяч зрителей. В 2016 году клуб, изначально носивший название «Огайо», стал одним из пяти изначальных участников ПРО Регби, первого профессионального регбийного турнира в Северной Америке.

## История
В ноябре 2015 было объявлено о создании ПРО Регби — первого профессионального турнира по регби в Северной Америке. Тогда же организаторы турнира объявили о планирующемся создании профессиональных клубов в Калифорнии, на  Северо-востоке и в одном из Горных штатов, трёх регионах, где регби имеет наибольшую популярность. Позже руководство лиги отказалось от создания клуба на Северо-востоке в первый же сезон и приняло решение об основании команды в штате Огайо, относящемся к району Великих озёр. 9 февраля было официально объявлено о создании клуба «Огайо», базирующегося в Колумбусе.
Свой первый матч «Огайо» сыграл 17 апреля 2016 года, когда в выездной встрече проиграл «Денверу» со счётом 16:13. В июне 2016 года путём голосования болельщиков было выбрано новое название для клуба, отмечающее, что Огайо — родина братьев Райт. В последнем матче сезона «Эвиэйторс» принимал «Денвер Стэмпед» на своём поле. Обе команды имели шансы получить чемпионский титул, при этом «Огайо» должен был выигрывать с бонусом в атаке. Матч закончился со счётом 32:25 в пользу хозяев, однако благодаря бонусу за защиту первым чемпионом ПРО Регби стал «Денвер».

## Стадион

Вариант логотипа

В сезоне 2016 года клуб провёл все домашние матчи на поле «Мемориал Парк», вмещающем около 3 тысяч зрителей. Стадион расположен в пригороде Колумбуса, Обетце. В 2017 году руководство планирует проводить домашние матчи на «Колумбус Мотор Спидвей», вмещающем 5 тысяч зрителей.

## Игроки и тренеры
Состав на сезон 2016 года:
| Хукеры - Дилан Фоуситт - Крис Шейд Пропы - Демекус Бич - Джейми Макинтош - Ангус Маклеллан - Энтони Пэрри - Деррек ван Клейн Локи - Кайл Бэйли - Пирс Дарган - Райан Мактирнан | Фланкеры и восьмые - Филиппо Феррарини - Мэтт Хьюстон - Чед Джозеф - Себастьан Калм - Питер Малкольм - Доминик Пеццутти - / Рикерт Хаттинг Скрам-хавы - Шон Дэвис - Робби Шоу - Сэм Макгаффи Флай-хавы - Джей-Пи Элофф - Тейлор Хоуден - Крис Канкел | Центры - Райан Кохран - Ахмад Хараили - Зак Стриффелер - Роланд Саниула - Доминик Уолдук Винги - Мейсон Баум - Спайк Дэвис - Алекс Элкинс - Шон Райли Фулбэки - Аллан Хансон - Зак Майзелл |
| | | |
| Жирным выделены игроки, вызывавшиеся в национальные сборные | | |

| Тренерский штаб            |             |
| Должность                  | Имя         |
| Главный тренер             | Пол Барфорд |
| Ассистент главного тренера | Пол Холмс   |
| Ассистент главного тренера | Имонн Хоган |

## Результаты
| Сезон | Место | Игры | Победы | Ничьи | Поражения | Очки + | Очки - | Разница | Бонусы | Турнирные очки | Примечания |
| ----- | ----- | ---- | ------ | ----- | --------- | ------ | ------ | ------- | ------ | -------------- | ---------- |
| 2016  | 2-е   | 12   | 9      | 0     | 3         | 476    | 273    | +203    | 11     | 47             |            |

| Лучшие игроки |                 |                  |                |
| Сезон         | Капитан         | Попытки          | Очки           |
| 2016          | Джейми Макинтош | Спайк Дэвис (14) | Шон Дэвис (84) |

| Статистика тренера |        |       |        |           |         |
| Имя                | Матчей | Побед | Ничьих | Поражений | % побед |
| Пол Барфорд        | 12     | 9     | 0      | 3         | 75      |